# Платформа General Motors M
GM M — автомобильная платформа американской корпорации General Motors, на которой выпускались автомобили Suzuki Cultus первого, второго и третьего поколений.

## Описание
Первыми автомобилями на платформе GM M стали представленный в 1983 году Suzuki Cultus и его ребеджинговый вариант Chevrolet Sprint. 
В 1989 году была представлена платформа второго поколения, а в 1995 году была представлена платформа третьего поколения. Платформы были разработаны в техническом центре GM в Уоррене, штат Мичиган, США. Все двигатели, трансмиссии и кузов были разработаны японской компанией Suzuki. С 1985 по 1989 год все модели импортировались с заводов Suzuki в Хамамацу, Япония. С 1990 года некоторые североамериканские автомобили на платформе GM M производились на заводе CAMI Automotive в Ингерсолле, Онтарио, Канада, за исключением кабриолетов с откидным верхом и турбонаддувом, которые импортировались из Японии.
Третьей моделью на платформе GM M стала Suzuki Swift.

## Применения

### Первое и второе поколения Suzuki Cultus на платформе GM M
|           | Название                 | Рынок                                        | Кузов |    |
| --------- | ------------------------ | -------------------------------------------- | ----- | -- |
| 1985—1988 | Suzuki Forsa             | Северная Америка                             | 3/4   |    |
| 1985—1988 | Chevrolet Sprint         | Северная Америка (в Колумбии — до 2004 года) | 3/4   |    |
| 1989—1994 | Suzuki Swift             | Северная Америка                             | 3/4   |    |
| 1985—2004 | Suzuki Swift             | Европа                                       | 5     | a. |
| 1991—2004 | Chevrolet Swift          | Колумбия                                     | 3/4   | b. |
| 1989—1994 | Pontiac Firefly          | Канада                                       | все   |    |
| 1989—1994 | Geo Metro                | Северная Америка                             | 2/3/5 | c. |
| 1988—1994 | Holden Barina            | Австралия                                    | 3/5   | d. |
| 1990—1994 | Maruti Suzuki 1000       | Индия                                        | 4     |    |
| 1995—2007 | Maruti Suzuki Esteem     | Индия                                        | 4     |    |
|           | Suzuki Jazz              | Чили                                         | Н/Д   |    |
| 1995—2003 | Subaru Justy             | Европа                                       | 3/5   | e. |
| 2000—2016 | Suzuki Cultus            | Пакистан                                     | 5     | f. |
| 1999—2015 | Chang'an Suzuki Lingyang | Китай                                        | 4     |    |

2= 2-дв. кабриолет
3= 3-дв. хетчбэк
4= 4-дв. седан
5= 5-дв. хетчбэк
Н/Д = неизвестно 
a. Произведено подразделением Magyar Suzuki
b. Импортировано в Колумбию
c. Модели под брендом Geo в США (с 1989 года) и Канаде (с 1992 года)
d. MF, MH: модели Barina, 'производные от Cultus' (англ. 'Cultus-derived' )
e. Justy JMA/MS, произведённые подразделением Magyar Suzuki
f. Произведено подразделением Paksuzuki

### Третье поколение Suzuki Cultus на платформе GM M
|                  | Название        | Рынок            | Кузов |
| ---------------- | --------------- | ---------------- | ----- |
| Третье поколение |                 |                  |       |
| 1995—2001        | Suzuki Swift    | Северная Америка | 3     |
| 1995—2001        | Pontiac Firefly | Канада           | 3/4   |
| 1995—1997        | Geo Metro       | Северная Америка | 3/4   |
| 1998—2001        | Chevrolet Metro | США              | 3/4   |

3 = 3-дв. хетчбэк
4 = 4-дв. седан
5 = 5-дв. хетчбэк
Ранее на платформе, также называвшейся M, выпускались заднеприводные минивэны Chevrolet Astro и GMC Safari.